# Tomiyamichthys praealta
Tomiyamichthys praealta és una espècie de peix de la família dels gòbids i de l'ordre dels perciformes.

## Morfologia
- Els mascles poden assolir 4,5 cm de longitud total.[3][4]

## Hàbitat
És un peix marí, de clima tropical i associat als esculls de corall que viu entre 20-40 m de fondària.

## Distribució geogràfica
Es troba a les Seychelles i les Maldives.

## Costums
Viu simbiòticament amb Alpheus ochrostriatus i Alpheus randalli.

## Observacions
És inofensiu per als humans.